# Villa Croce (Carignano)
Villa Croce è un edificio storico italiano sito a Genova, nel quartiere di Carignano.

## Storia
Posta al centro di un parco pubblico che sovrasta corso Aurelio Saffi e il quartiere fieristico, con un belvedere panoramico sul Golfo di Genova, villa Croce è una villa ottocentesca in stile neoclassico, costruita per conto di Giovanni Giacomo Croce su di un precedente edificio appartenuto agli Spinola. Donata nel 1951 dalla famiglia Croce al comune di Genova, col vincolo di farne un museo.

## Il Museo d'Arte Contemporanea Villa Croce
Dal 1985 la villa è sede del Museo d'arte contemporanea Villa Croce, che più di 3.000 opere tra dipinti, sculture, collages e fotografie.

## Galleria d'immagini

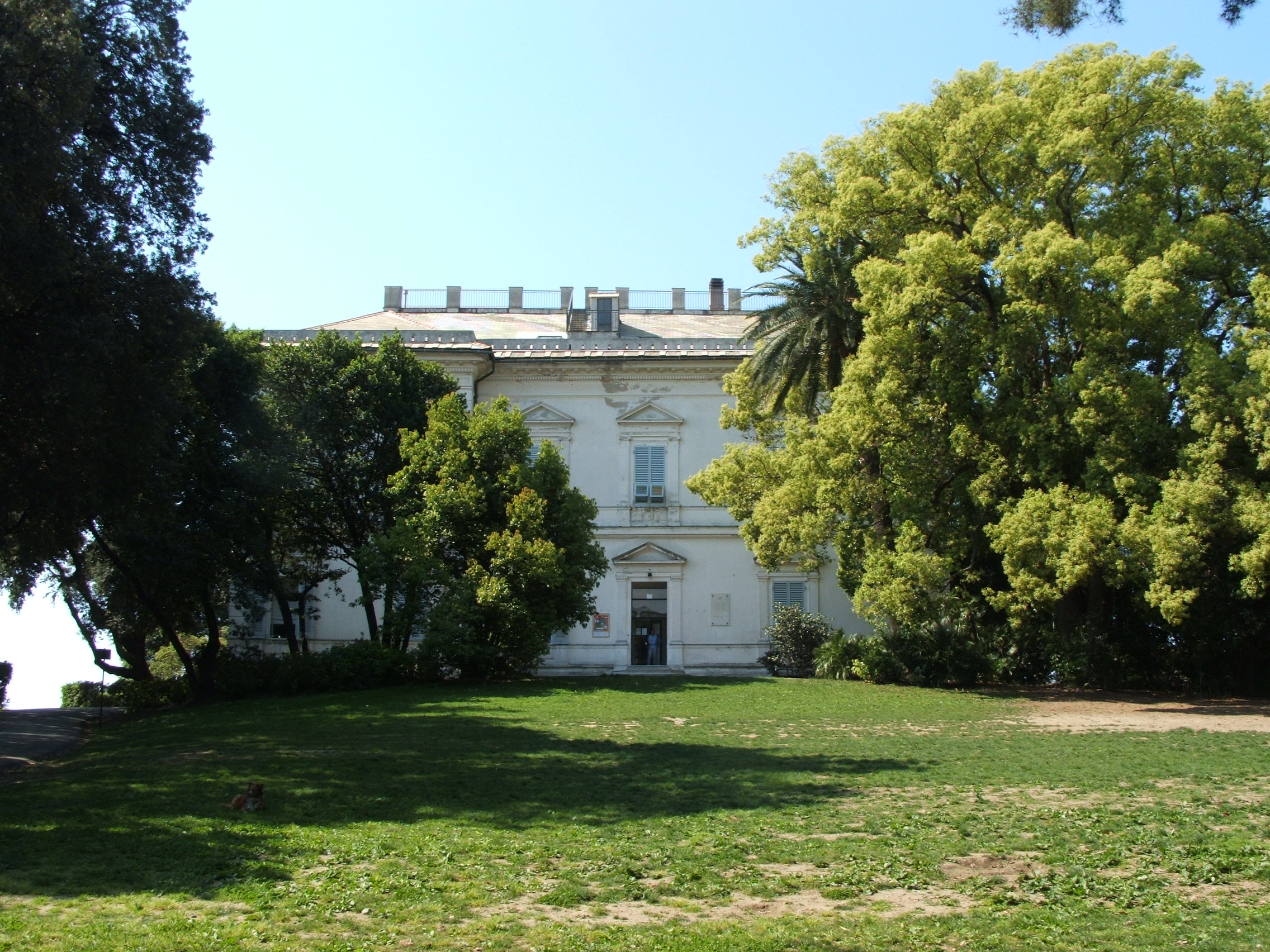
Villa Croce, Museo d'Arte Contemporanea, Carignano, Genova
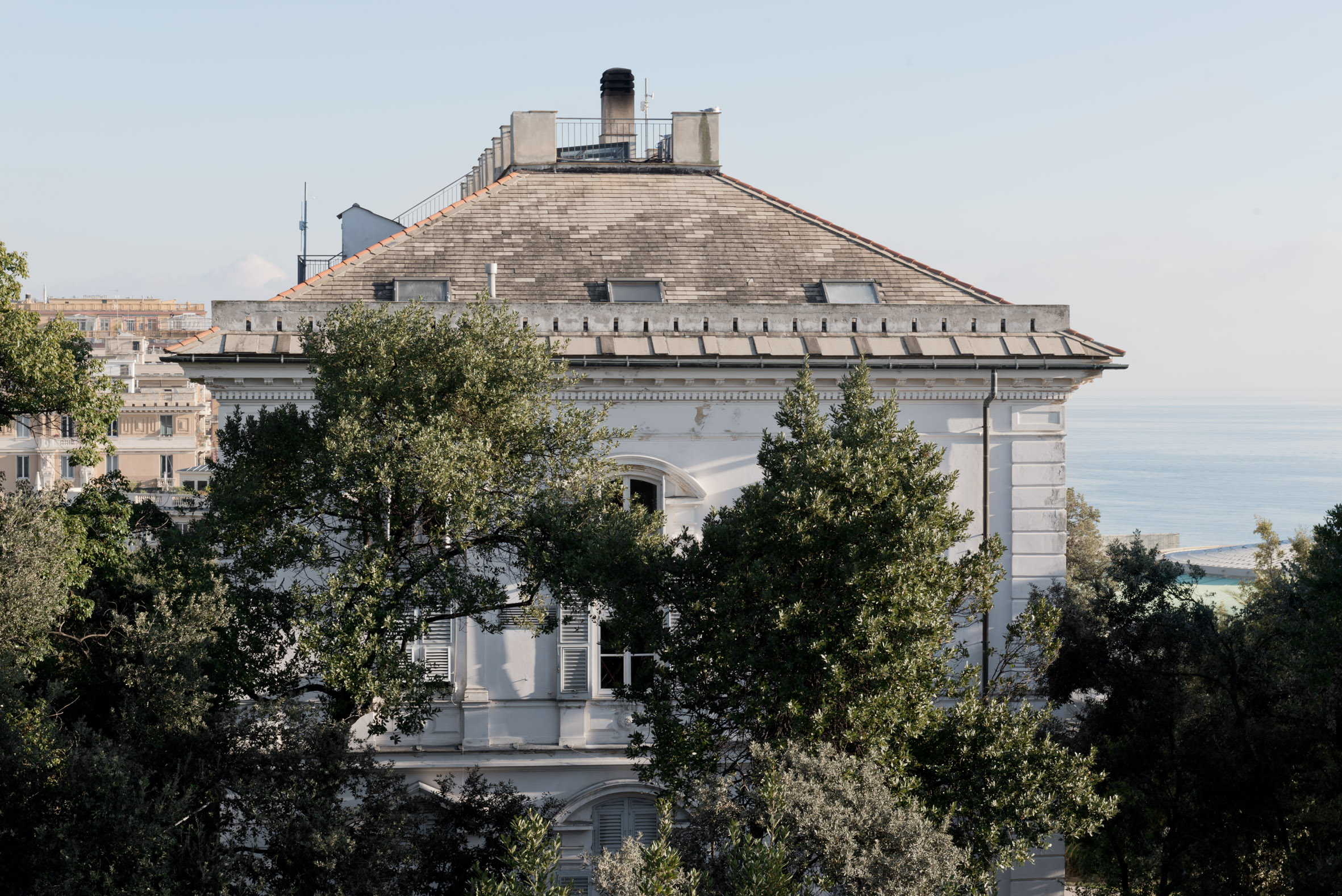
Villa Croce, Museo d'Arte Contemporanea, Carignano, Genova
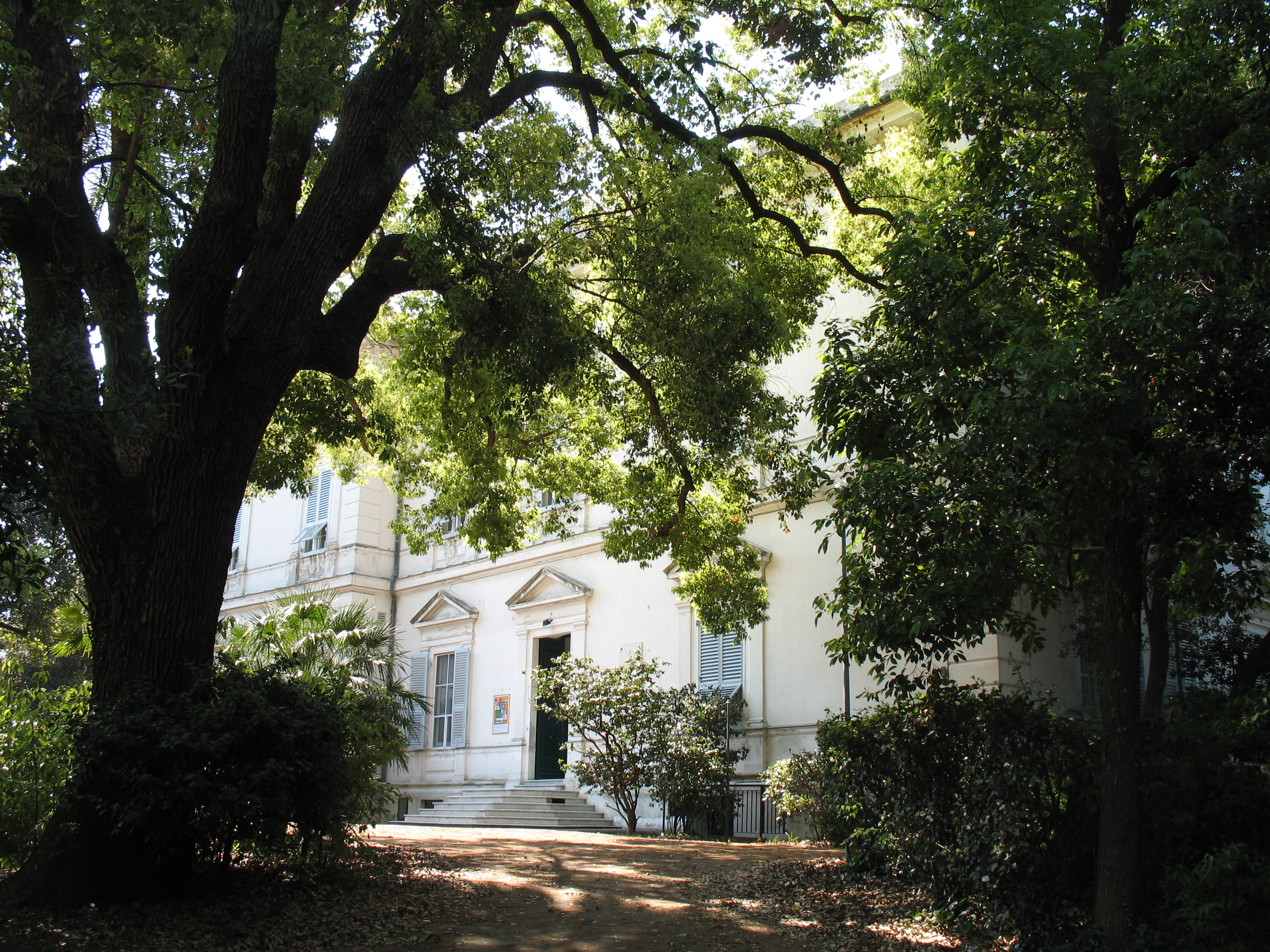
Villa Croce, Museo d'Arte Contemporanea, Carignano, Genova
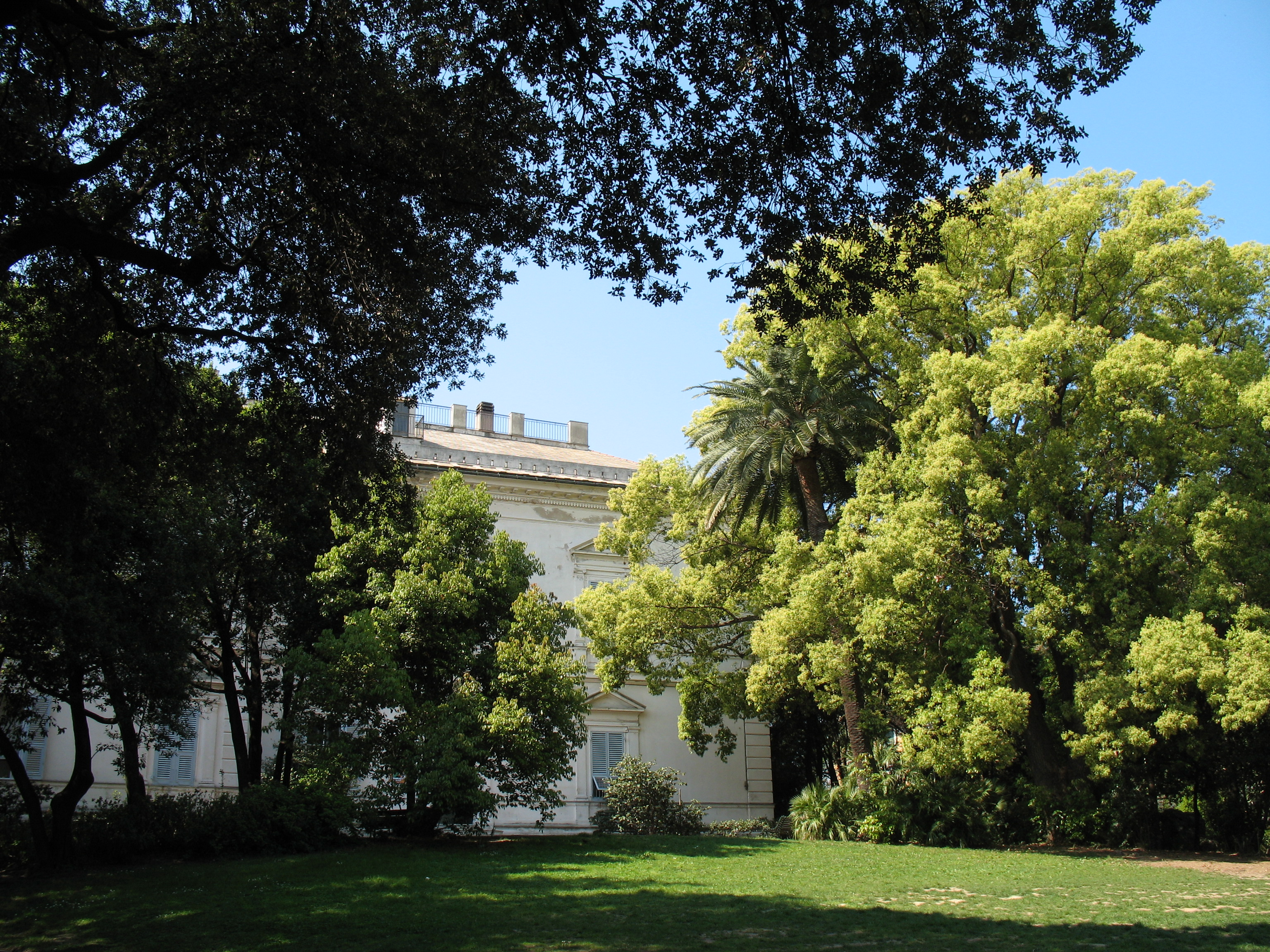
Villa Croce, Museo d'Arte Contemporanea, Carignano, Genova
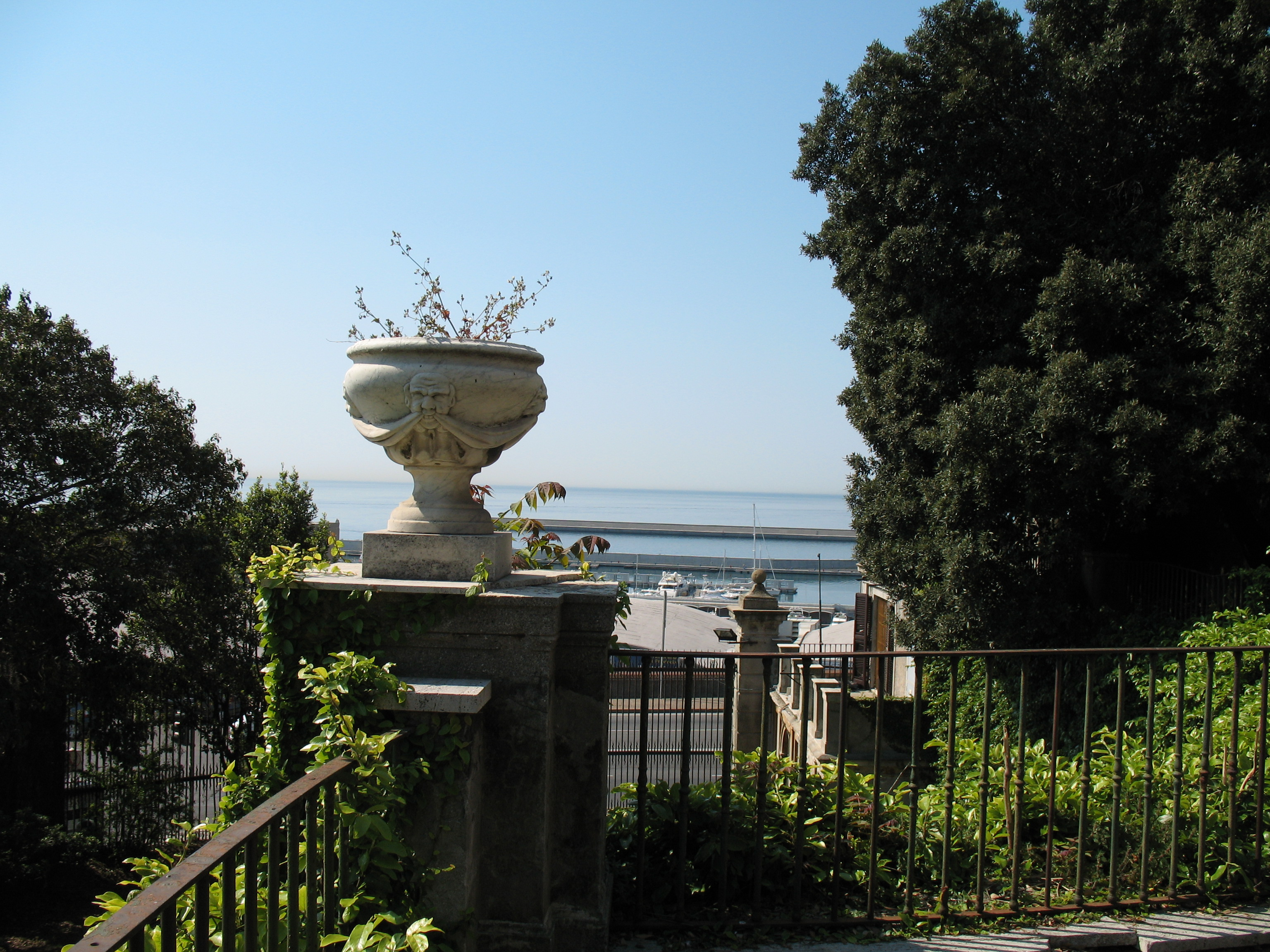
Villa Croce, Museo d'Arte Contemporanea, Carignano, Genova